# Olympische Winterspiele 2006/Teilnehmer (Libanon)
| Gelbes Symbol für Goldmedaillen mit stilisierten Olympischen Ringen | Graues Symbol für Silbermedaillen mit stilisierten Olympischen Ringen | Braundes Symbol für Bronzemedaillen mit stilisierten Olympischen Ringen |
| ------------------------------------------------------------------- | --------------------------------------------------------------------- | ----------------------------------------------------------------------- |
| —                                                                   | —                                                                     | —                                                                       |

Der Libanon nahm an den Olympischen Winterspielen 2006 im italienischen Turin mit einer Delegation von zwei Athleten und einer Athletin teil.

## Flaggenträger
Edmond Keiroue trug die Flagge des Libanon während der Eröffnungsfeier, bei der Schlussfeier wurde sie von Jean Kairouz getragen.

## Teilnehmer nach Sportarten

### Ski alpin
- Chirine Njeim
Abfahrt, Damen: 34. Platz – 2:02,86 min
- Georges Salameh

### Skeleton
- Patrick Antaki
Herren: 27. Platz; 2:04,44 min, +8,56 s